# Sarabhai (kráter)
Sarabhai je nevelký impaktní kráter pravidelného kruhového tvaru o průměru 7,6 km nacházející se přibližně uprostřed Mare Serenitatis (Moře jasu) na přivrácené straně Měsíce v oblasti hojné na mořské hřbety a vrásy. V jeho těsné blízkosti se táhne mořský hřbet Dorsum Azara. Jiho-jihovýchodně leží nenápadný lávou zatopený kráter Finsch (průměr 4 km), jihozápadně pak kráter Bessel.

## Název
Je pojmenován podle indického astrofyzika Vikrama A. Sarabhaie považovaného za otce indického vesmírného programu. Dříve než jej v roce 1973 Mezinárodní astronomická unie pojmenovala na současný název, nesl označení Bessel A.